# Kare, Berezivka
Kare (în ucraineană Каре) este un sat în comuna Mîkolaiivka din raionul Berezivka, regiunea Odesa, Ucraina.

## Demografie
Componența lingvistică a localității Kare
     Ucraineană (57,78%)
     Română (37,78%)
     Rusă (4,44%)
Conform recensământului din 2001, majoritatea populației localității Kare era vorbitoare de ucraineană (57,78%), existând în minoritate și vorbitori de română (37,78%) și rusă (4,44%).